# Одесский район (Одесская область)
Оде́сский райо́н (укр. Одеський район) — административная единица в центральной части Одесской области Украины. Районный центр — город Одесса, который также является административным центром Одесской области.
Население района — 1 378 490 человек на 1 января 2022 года, площадь — 3,94 тыс. км².
Включает территорию Одесской агломерации.
Район образован 17 июля 2020 года в рамках проводимой административно-территориальной реформы. Первые выборы в районный и местные советы проведены 25 октября 2020 года.

## История

### В составе Одесского округа УССР
Одесский район УССР был образован 7 марта 1923 года в составе Одесского округа Одесской губернии на территории ранее существовавших Дальницкой и части Усатовской волостей. Административным центром района была Одесса, но в его состав не входила.
15 июня 1925 года губернии на Украине были упразднены и Одесский округ перешёл в прямое подчинение Украинской ССР.
По состоянию на 1 октября 1925 года численность населения Одесского района составляла 23 116 человек, площадь — 564 вёрст², количество сельсоветов — 15. В составе района был Ольгиевский немецкий национальный сельсовет.
15 сентября 1930 года Одесский округ и Одесский район были ликвидированы, а его территории перешли в прямое подчинение Одесскому городскому совету, Одесса перешла в подчинение центральным органам власти УССР.

### В составе Одесской области УССР
В 1937 году на территории пригородной зоны Одесского горсовета был восстановлен Одесский район в составе Одесской области.
По состоянию на 1 октября 1938 года Одесский район состоял из 24 сельских советов.
На 1 сентября 1946 года Одесский район включал в себя 18 сельсоветов: Августовский, Бурлачья-Балковский, Великобалковский, Велико-Долинский, Гниляковский, Григорьевский, Дальницкий, Ильинский, Красносельский, Крыжановский, Кубанский (19.11.1960 объединена с Красносельским), Мариновский, Нерубайский, Новодофинивский, Прилиманский, Протопоповский, Сухолиманский, Холодно-Балковский.
Площадь района составляла 600 км².
Район был ликвидирован в 1962 году.

### В составе независимой Украины
Одесский район Одесской области Украины образован 17 июля 2020 в результате проведения административно-территориальной реформы в стране. В его состав вошли города областного значения Одесса, Беляевка, Теплодар, Черноморск, Южное и территории ликвидированных районов:
- Беляевского,
- Овидиопольского (кроме Каролино-Бугазской сельской территориальной общины Овидиопольского района, включённой в Белгород-Днестровский район),
- Лиманского (кроме Курисовской сельской территориальной общины Лиманского района, включённой в Березовский район).

## Население
Численность населения района составляет 1375,9 тыс. человек на момент создания, 1 378 490 человек на 1 января 2022 года

## Административное устройство
В состав района входят 22 территориальные общины (громады), в том числе 5 городских, 6 поселковых и 11 сельских территориальных общин (в скобках — их административные центры):
Городские:
- Беляевская городская община (город Беляевка),
- Одесская городская община (город Одесса),
- Теплодарская городская община (город Теплодар),
- Черноморская городская община (город Черноморск),
- Южненская городская община (город Южное);

Поселковые:
- Авангардовская поселковая община (пгт Авангард),
- Великодолинская поселковая община (пгт Великодолинское),
- Доброславская поселковая община (пгт Доброслав),
- Овидиопольская поселковая община (пгт Овидиополь),
- Таировская поселковая община (пгт Таирово),
- Черноморская поселковая община (пгт Черноморское);

Сельские:
- Великодальниковская сельская община (село Великий Дальник),
- Выгоднянская сельская община (село Выгода),
- Визирская сельская община (село Визирка),
- Дальниковская сельская община (село Дальник),
- Дачненская сельская община (село Дачное),
- Красносельская сельская община (село Красносёлка),
- Маяковская сельская община (село Маяки),
- Нерубайская сельская община (село Нерубайское),
- Усатовская сельская община (село Усатово),
- Фонтанская сельская община (село Фонтанка),
- Яськовская сельская община (село Яськи).